# Sofia Coppola
Sofia Carmina Coppola, född 14 maj 1971 i New York, är en amerikansk regissör, manusförfattare och skådespelare.

## Biografi
Sofia Coppola debuterade som regissör med kortfilmen Lick the Star 1998, året efter långfilmsdebuterade hon med The Virgin Suicides. Hon belönades med en Oscar för bästa originalmanus för sin andra långfilm Lost in Translation (2003). 2006 kom hennes tredje film Marie Antoinette. Huvudrollen som Marie Antoinette spelas av Kirsten Dunst som även spelade huvudrollen i Virgin Suicides.
Sofia Coppola är dotter till Francis Ford Coppola och Eleanor Coppola, och syster till Roman och Gian-Carlo Coppola. Hon är kusin till skådespelarna Nicolas Cage och Jason Schwartzman. Hon var tidigare gift med regissören Spike Jonze (1999-2003). Hon har två döttrar, Romy (född 2006) och Cosima (född 2010), tillsammans med sin nuvarande make Thomas Mars, sångare i popbandet Phoenix.
Hon har genom sin far funnits med i den amerikanska filmindustrin sedan barndomen och förekommer som barnskådespelare i Gudfadern, som hennes far regisserade, där hon utan att nämnas i eftertexterna var det spädbarn (Michael Francis Rizzi) som skulle döpas i en scen. I Gudfadern del III har hon en betydligt mer framträdande roll som Don Michael Corleones dotter Mary.

## Utmärkelser
Sofia Coppola belönades med en Oscar för bästa originalmanus för sin andra långfilm Lost in Translation (2003). Hon var även nominerad i kategorierna bästa film och bästa regissör.
Coppola är den första amerikanska kvinnan som blivit nominerad till bästa regissör, men totalt den tredje kvinnan efter italienskan Lina Wertmuller och nyzeeländska Jane Campion.
2010 nominerades en fjärde kvinna till bästa regissör Kathryn Bigelow, hon var den första kvinnan i historien som vann. Coppola är dock fortfarande den yngsta kvinnan som blivit nominerad.
Att hon vann en Oscar betydde att hennes familj vunnit tre generationer i rad. Hennes farfar Carmine Coppola och hennes far Francis Ford Coppola har också vunnit Oscars. Det har tidigare än Coppola funnits en familj som vunnit i tre generationer, familjen Huston: Walter, John och Anjelica.
För sitt arbete med Lost in Translation vann hon även en Golden Globe för bästa manus och blev nominerad till BAFTA. 
11 september 2010 vann filmen Somewhere Guldlejonet, toppriset på 67:e Filmfestivalen i Venedig.
Vid Filmfestivalen i Cannes 2017 vann Coppola pris för Bästa regi för De bedragna. Med detta blev hon andra kvinna någonsin att prisas som bästa regissör i Cannes. Den första kvinnan som vann priset var Yuliya Solntseva, 56 år tidigare vid filmfestivalen 1961.

## Filmografi (urval)

### Som regissör
| År   | Titel                   | Notering           |
| ---- | ----------------------- | ------------------ |
| 1989 | New York Stories        | Enbart ett segment |
| 1998 | Lick the Star           | Kortfilm           |
| 1999 | The Virgin Suicides     |                    |
| 2003 | Lost in Translation     |                    |
| 2006 | Marie Antoinette        |                    |
| 2010 | Somewhere               |                    |
| 2013 | The Bling Ring          |                    |
| 2015 | A Very Murray Christmas | Netflix-special    |
| 2017 | De bedragna             |                    |
| 2020 | On the Rocks            |                    |
| 2021 | New York City Ballet    | Kortfilm           |
| 2023 | Fairyland               | Enbart producent   |
| 2023 | Priscilla               |                    |

### Som skådespelare
| År   | Titel                                 | Roll                             | Notering              |
| ---- | ------------------------------------- | -------------------------------- | --------------------- |
| 1972 | Gudfadern                             | Michael Francis Rizzi (spädbarn) | okrediterad           |
| 1974 | Gudfadern del II                      | Barn på båt                      | okrediterad           |
| 1983 | Outsiders                             | Liten flicka                     | krediterad som Domino |
| 1983 | Rumble Fish                           | Donna                            | krediterad som Domino |
| 1984 | Frankenweenie                         | Anne Chambers                    | krediterad som Domino |
| 1984 | The Cotton Club                       | Flicka på gata                   | krediterad som Domino |
| 1986 | Peggy Sue gifte sig                   | Nancy Kelcher                    |                       |
| 1987 | Anna                                  | Noodle                           |                       |
| 1988 | Tucker - En man och hans dröm         | Flicka på event                  | okrediterad           |
| 1990 | Gudfadern del III                     | Mary Corleone                    |                       |
| 1990 | The Spirit of '76                     | Flicka i parad                   | okrediterad           |
| 1992 | Inside Monkey Zetterland              | Cindy                            |                       |
| 1999 | Star Wars: Episod I - Det mörka hotet | Saché                            |                       |
| 2001 | CQ                                    | Enzos älskarinna                 |                       |
| 2022 | What We Do In The Shadows             | Sig själv                        | TV-Serie              |